# Mogliano
Mogliano est une commune italienne d'environ 4 480 habitants, située dans la province de Macerata, dans la région Marches, en Italie centrale.

## Géographie
Ancien bourg qui se dresse sur une colline à 313 mètres d’altitude et se situe à mi-chemin entre les monts Sibyllins et la côte Adriatique.

## Histoire
L’actuel territoire de Mogliano était habité aux environs des VIIe et VIe siècles av. J.-C., cela est attesté par la découverte d’une stèle en grès avec inscription moyenne-adriatique, conservée dans le Musée archéologique national d’Ancône, Ces populations vivaient dans des villages dispersés au sommet de la Mogliano actuelle et sur la ligne des collines environnantes au sein de cultures locales ; elles furent ensuite absorbées par Rome, lorsque cette dernière soumit le Picenum dans les premières décennies du IIIe siècle av. J.-C.

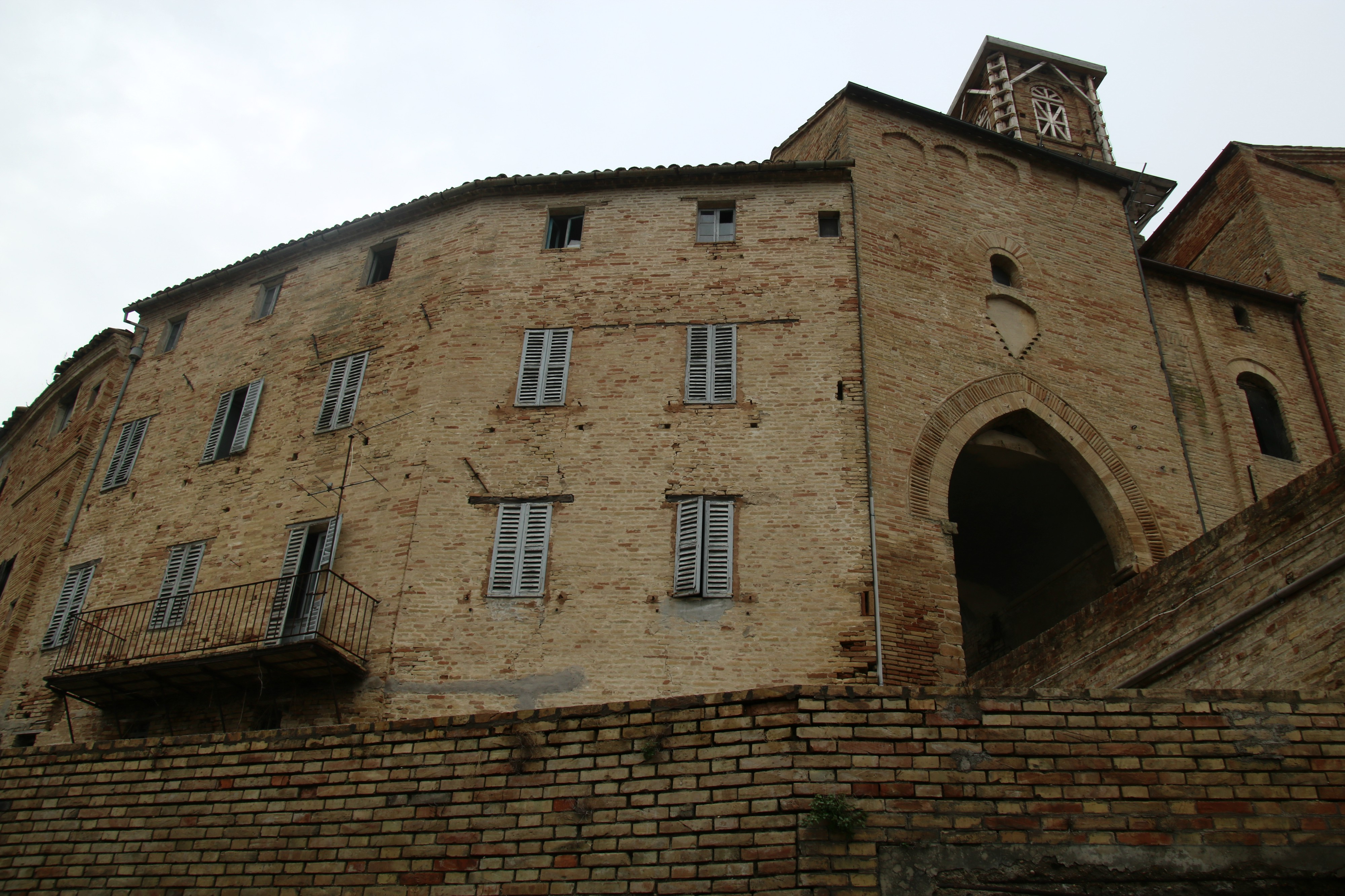
Porta Levante o da Piedi

De la fin du XIIe au milieu du XIVe siècle, le château fut dominé par les seigneurs dits justement « de Mogliano », du noble Fildesmido au plus célèbre Gentile, qui en 1345 devint seigneur de Fermo et gouverna la ville jusqu’en 1355, quand il fut vaincu par les armes du cardinal Albornoz. Avec la réforme institutionnelle albornozienne de 1357, qui donna un nouvel aménagement juridique - administratif à la région des Marches, Mogliano fut inclus dans le district de Fermo, dont il fut l’un des châteaux majeurs ; en 1569, elle obtint l’autonomie du pape Pie V, Mais en 1578, elle retourne sous la domination de Fermo.
Ainsi, au milieu des vicissitudes, les années et les siècles passèrent, tandis que dans le pays en continuel progrès surgirent des habitations pacifiques à la place des anciennes fortifications, des églises et clochers à la place des tours de guerre.
En 1744, pour avoir favorisé les troupes autrichiennes en marche vers le sud, Mogliano fut déclarée Ville avec diplôme de la reine de Hongrie.
Puis, à l’époque napoléonienne, Mogliano fut comprise dans le département du Tronto qui avait son chef-lieu à Fermo ; en 1815, avec la restauration du gouvernement pontifical, il revint sous la Délégation apostolique de Fermo, En 1828, il entre dans la délégation apostolique de Macerata.
En 1860, les Moglianais apportèrent leur généreuse contribution à la guerre de libération, accourant nombreux à s’enrôler dans la compagnie du 1er bataillon des « chasseurs des Marches », qui était commandée par un officier moglianais, le capitaine Cesare Latini.
Enfin, après l’annexion des Marches au royaume d’Italie, la division de la région en quatre provinces et l’absorption de la province de Fermo en celle d’Ascoli, la commune de Mogliano resta comprise dans la province de Macerata et dut ajouter son nom di Macerata pour se démarquer des autres homonymes communes existant dans le reste de l’Italie unie.

## Monuments et patrimoine

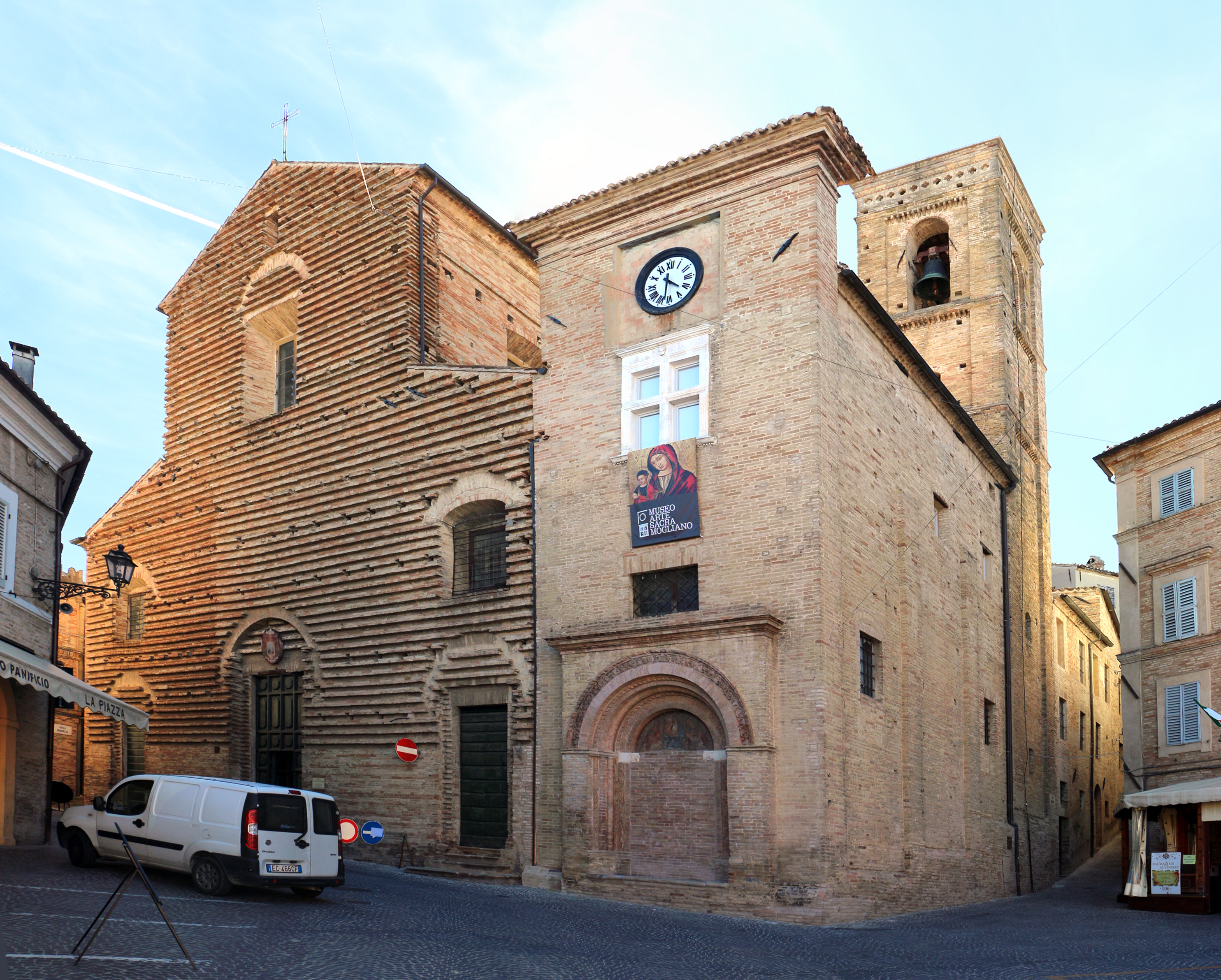
Eglise Santa Maria Assunta (in Piazza)

- Place du théâtre ApolloEglise Santa Maria Assunta (in Piazza)Église de Santa Maria in Piazza - L’église abrite le Retable de Lorenzo Lotto - La Vierge en gloire et les saints Giovanni Battista, Antonio da Padova, Maria Maddalena et Giuseppe. (Huile sur toile, 330 x 215 cm). L’œuvre fut commandée en 1547 par le maire de Mogliano, Jacomo Boninfante, au prix de 130 écus d’or à verser en plusieurs tranches, qui incluaient également le coût de la corniche en bois doré, réalisée par Bartolomeo intaiador de San Cassano. Le retable fut achevé en 1548 et remis à la communauté par l’élève Durante Nobili. Le cadre original est conservé dans la sacristie adjacente. Il est à noter que l’église est souvent fermée, la clé est à demander aux habitants de Mogliano qui finissent toujours par retrouver le possesseur.

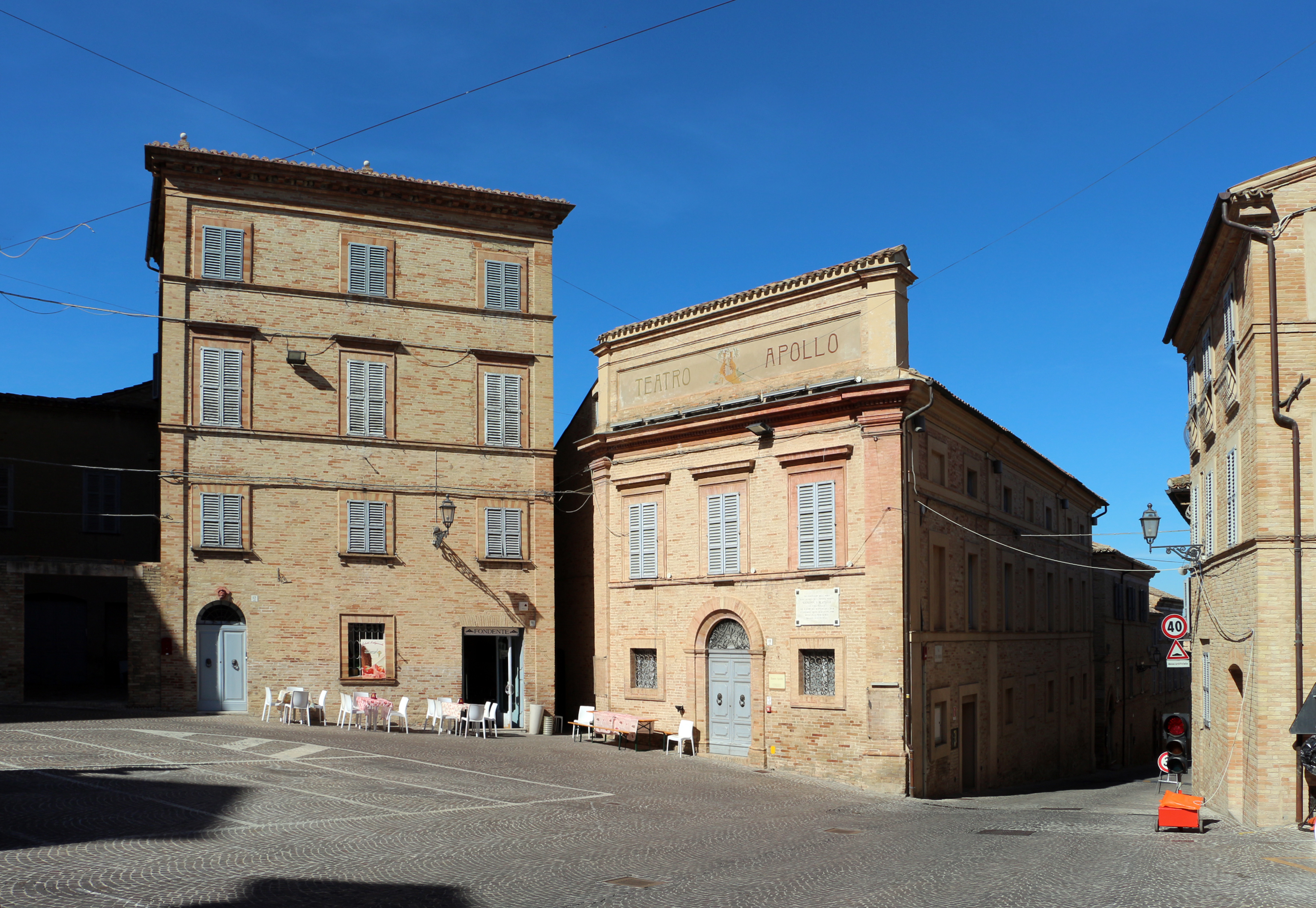
Place du théâtre Apollo

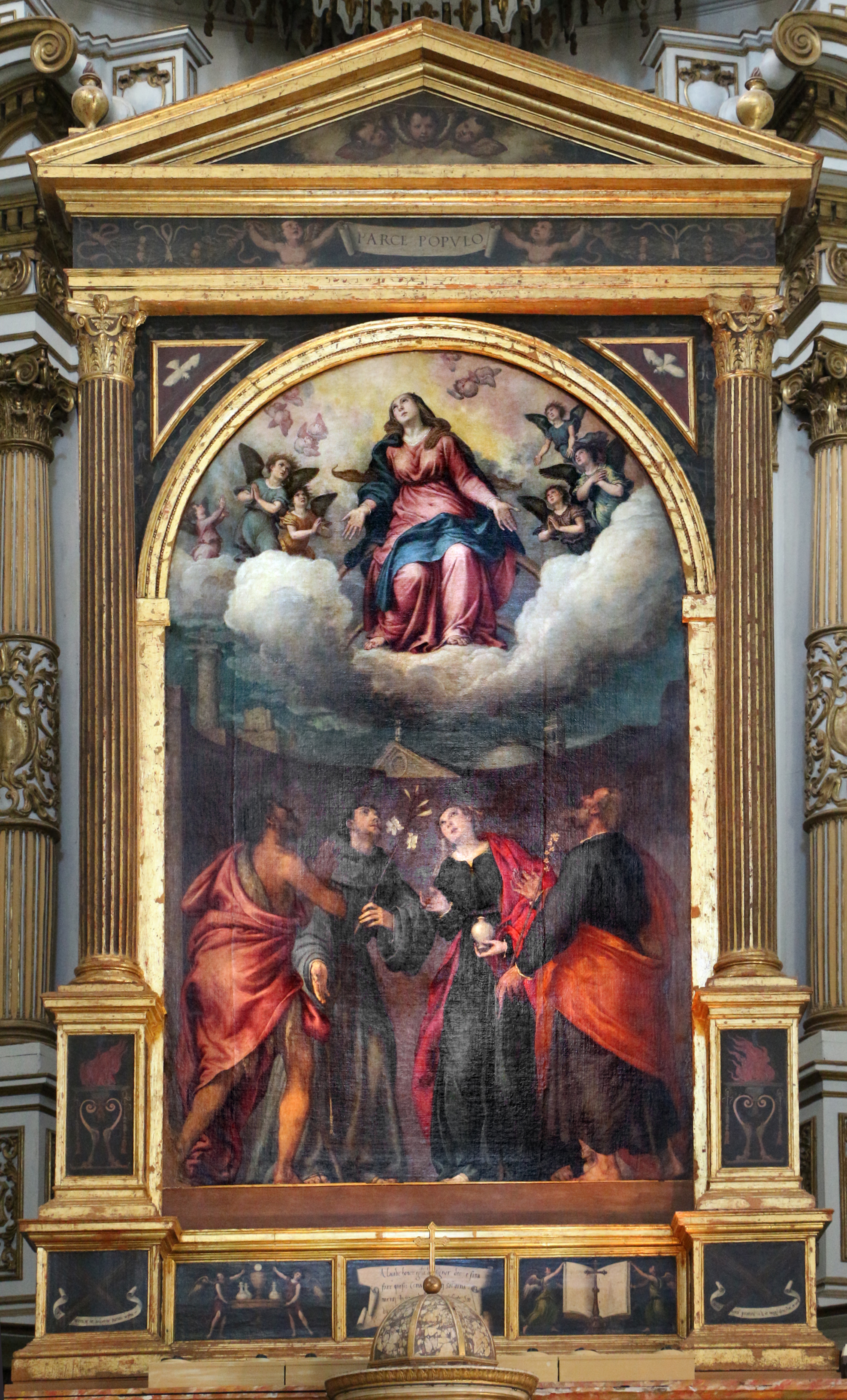
Église du Santissimo Crocifisso d’Ete - Situé dans le territoire moglianais, au croisement des routes pour Montegiorgio et Francavilla d’Ete, baigné par le torrent Ete Morto. La première pierre, le 11 novembre 1579, fut posée par la main de l’évêque de Fermo. Pinelli, qui a choisi de le placer sur l’édicule miraculeux délabré. Le gouvernement et l’administration furent attribués, par bulle du pape Grégoire XIII, à la confrérie du Saint-Sacrement, qui les conserve encore.  - Lorenzo lotto, assunta de mogliano, avec saint Jean Baptiste, Marie-Madeleine, Joseph et saint Pierre de mogliano, 1548.
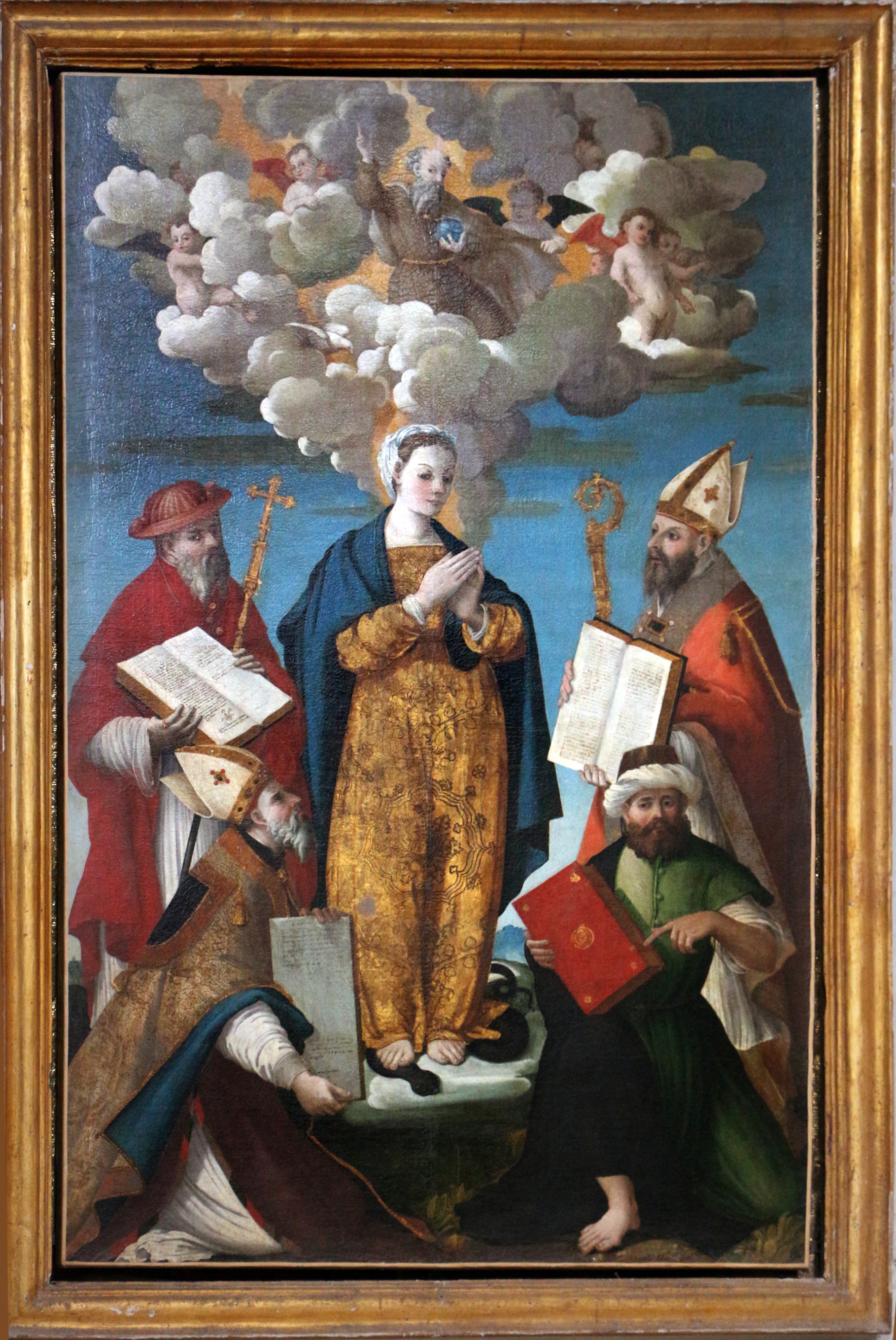
Immaculée, Durante Nobili, 1546
  - Immaculée, Durante Nobili, 1546

.
- Ancien monastère de Santa Colomba - D'un grand intérêt culturel, il présente à l’intérieur une chapelle à reproduction du « Saint Sépulcre » de Jérusalem.
- Sanctuaire du Très Saint Crucifix - Ici est vénérée une image représentant le Christ Crucifié qui se dresse du Sépulcre, fresque de la fin du Quattrocento. À la suite d’un événement miraculeux survenu en 1809, l’église, reconstruite en élégantes formes néoclassiques sur dessin de G. Lucatelli, fut déclarée Sanctuaire par le vice-roi d’Italie, Eugène de Beauharnais.
- Forteresse Médiévale - La forteresse médiévale, dont il ne reste que les remparts, est le meilleur endroit d’où admirer le paysage environnant ; à l’intérieur se dresse l’église de Santa Maria del Suffragio, actuellement désacralisée.

- Palazzo Forti - Projeté à la fin du Cinquecento comme structure économiquement autonome, en plus comme habitation de la riche et noble famille Forti, aujourd’hui siège Municipal.

- Théâtre Apollo - Théâtre inauguré en 1844 a une forme de fer à cheval avec trente-huit scènes sur trois ordres.Intérieur du Théâtre Apollo

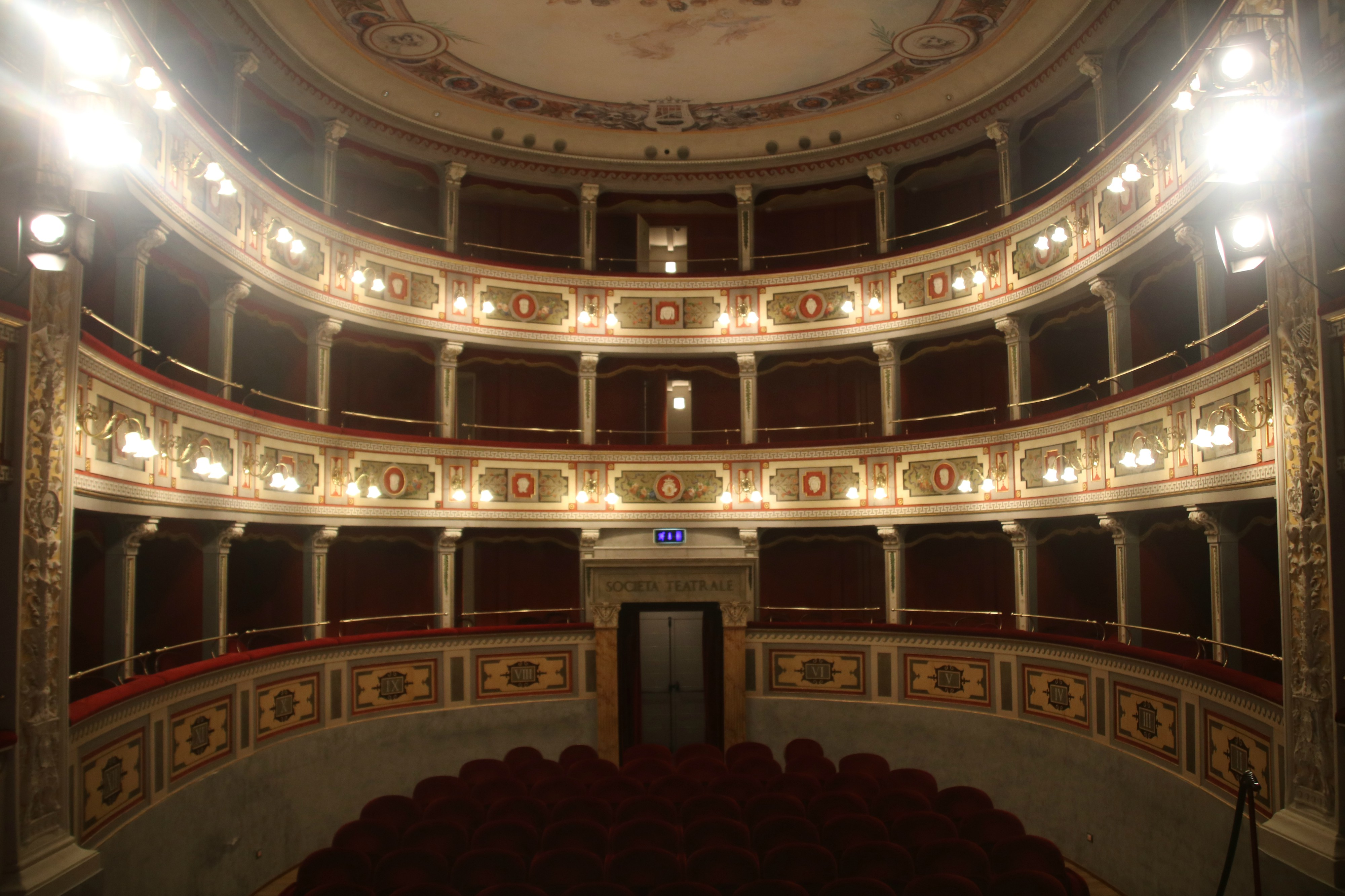
Intérieur du Théâtre Apollo

## Administration
| Période                                  | Période  | Identité         | Étiquette     | Qualité |
| ---------------------------------------- | -------- | ---------------- | ------------- | ------- |
| 14 juin 2004                             | En cours | Silvano Ramadori | Centre-Gauche |         |
| Les données manquantes sont à compléter. |          |                  |               |         |

### Communes limitrophes
Corridonia, Fermo, Francavilla d'Ete, Loro Piceno, Massa Fermana, Petriolo

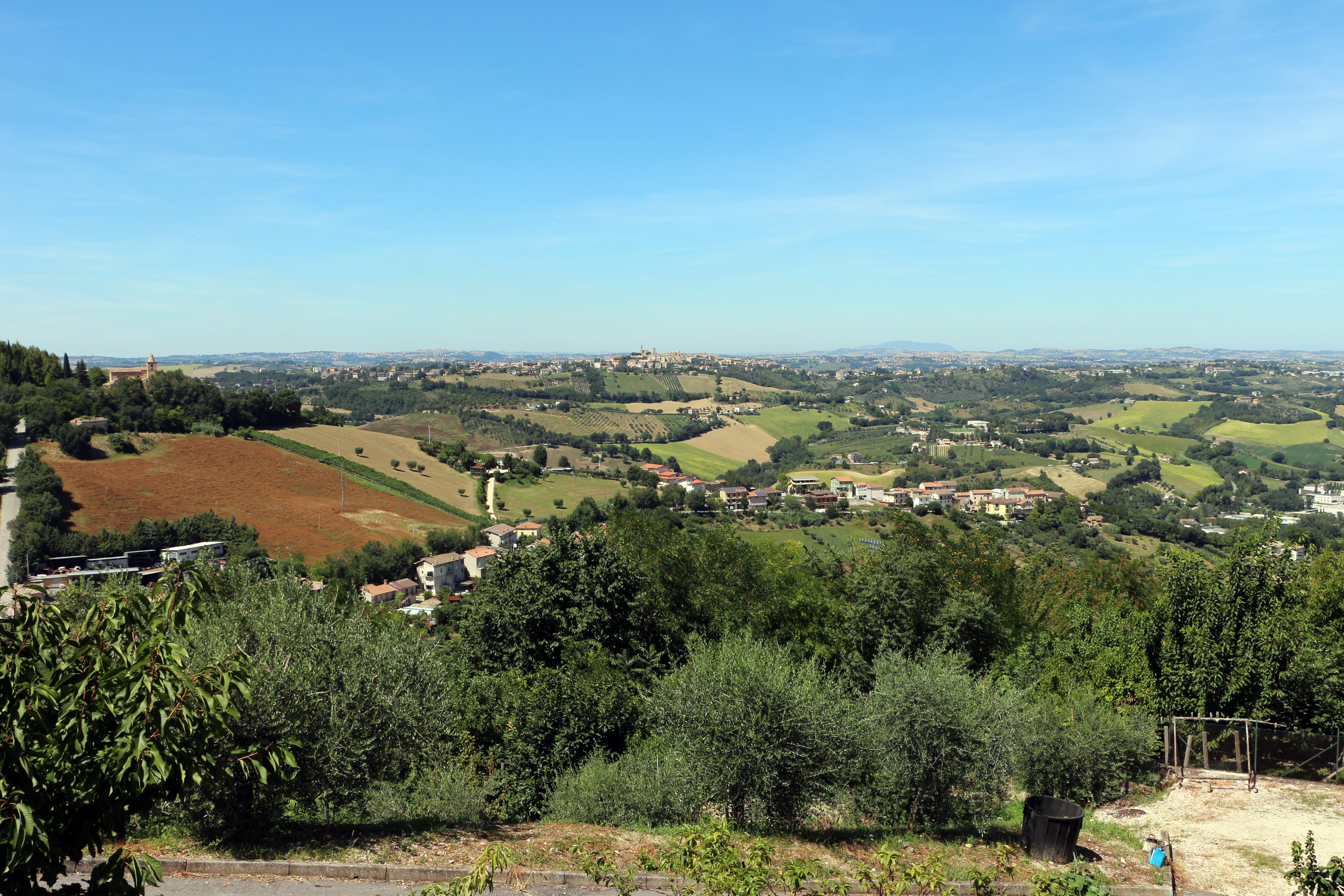
Panorama vers Mogliano depuis Massa Fermana
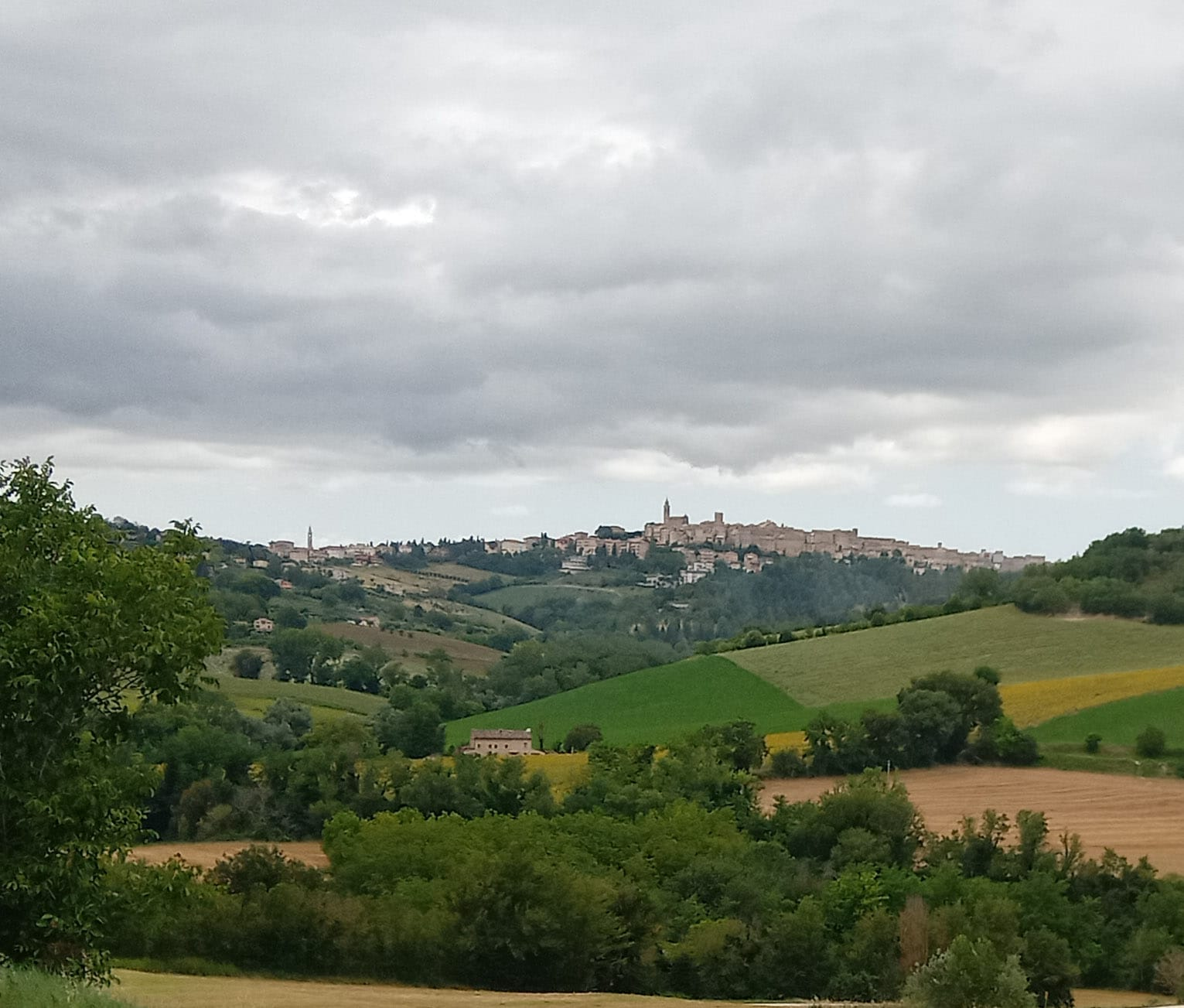
Vue sur Mogliano

## Personnalités liées à Mogliano
- Massimo Girotti (1918-2003), acteur néo-réaliste ayant joué sous la direction de Pier Paolo Pasolini, Lucchino Visconti, Roberto Rossellini.
- Jean de Fermo ou Jean de l’Alverne, compagnon de Saint François d'Assise, personnage principal des chapitres 49 à 53 des Fioretti de saint François d'Assise.
- Pierre Corradini dit aussi Pietro da Mogliano (Mogliano 1435 - Fermo 1490) frère mineur béatifié par le pape Clément XIII.
- Giovanni Battista Agnozzi, né le 2 août 1821 à Mogliano et mort le 4 février 1888 à Bogotá. Nonce apostolique en Suisse[2].